# ロシアン・ドールズ
『ロシアン・ドールズ』（原題：Les Poupées russes）は、2005年製作のセドリック・クラピッシュ監督によるフランス・イギリス合作映画。日本では角川ヘラルド映画の配給で2006年5月20日に公開された。上映時間は130分。映倫からはR-15に指定されている。

## 解説
2002年公開の『スパニッシュ・アパートメント』の続編で、この後2013年の『ニューヨークの巴里夫』へ続く、クラピッシュによる『青春三部作』の2作目。
本作でセシル・ドゥ・フランスがセザール賞助演女優賞を受賞した。

## キャスト
- ロマン・デュリス：グザヴィエ
- ケリー・ライリー：ウェンディ
- オドレイ・トトゥ：マルティーヌ
- セシル・ドゥ・フランス：イザベル
- ケヴィン・ビショップ：ウィリアム
- アイサ・マイガ：カッシア
- エフゲニア・オブラスツォーワ：ナターシャ
- ルーシー・ゴードン：セリア
- イレーネ・モンターナ：ネウス
- ジヌディーヌ・スアレム
- フレデリコ・ダンナ
- クリスチャン・パグ
- クリスティーナ・ブロンド
- ベルナール・アレール

## スタッフ
- 監督：セドリック・クラピッシュ
- 製作：マシュー・ジャスティス、ブリュノ・レヴィ
- 脚本：セドリック・クラピッシュ
- 撮影：ドミニク・コラン
- 編集：フランシーヌ・サンベール